# Квели (крепость)
Квели (груз. ყუელი) или Квелис-Цихе (груз. ყუელისციხე) — средневековая грузинская крепость, расположенная на вершине одноимённой горы Арсианского хребта (тур. Yalnızçam Dağları) и ныне относящаяся к территории Турции, где она известна как Кол-Калеси или Кувель-Калеси. Впервые упомянутая в грузинских источниках начала X века, крепость Квели служила одним из главных укреплений в области Самцхе, пока не была завоёвана Османской империей в XVI веке.
Название Квелис-Цихе буквально переводится с грузинского языка как «сырная крепость», будучи производным от среднегреческого слова Тирокастрон (ср.-греч. Τυρόκαστρον), имеющего то же определение и упомянутого в качестве обозначения этой крепости в книге Константина VII Багрянородного «Об управлении империей».

## История
Крепость Квели, ныне почти полностью разрушенная, располагается в деревне Колкёй, в нынешнем Пософском районе, на северо-востоке Турции, недалеко от границы с Грузией. Впервые она упоминается в грузинском агиографическом тексте начала X века «Мученичество св. Гоброна, которого казнили в крепости Квели» Стефана Мтбевари как центр сопротивления вторгшейся армии азербайджанского эмира Юсуфа ибн Абу-с-Саджа (Абу-ль-Касима в грузинских хрониках) в 914 году. Согласно этому источнику, Квели пал после 28-дневной осады, а лидер оборонявшихся грузин Гоброн, будучи верным христианином, был казнён за отказ принять ислам.
К 920-м годам Квели превратилась в главную крепость Джавахетии, грузинского княжества, упоминаемого в труде «О церемониях» Константина VII Багрянородного как Квел (ср.-греч. Κουελ), то есть называвшегося так по одноимённой крепости. В этом отрывке автор ссылается на «архонта Квела», который, по мнению историка Кирилла Туманова, мог быть царём Картвелов Давидом II. В другом месте Квели упоминается Константином VII Багрянородным под её греческим названием Тирокастрон, а ещё в качестве владения родственника Давида II, Гургена II Великого. Потом Гурген II отдал Квели и Аджарию своему тестю Ашоту Кискаси в обмен на Кларджети, но впоследствии вернул их себе. После смерти Гургена II в 941 году крепость Квели перешла во владение к его двоюродным братьям и, в конечном итоге, был унаследована вместе с другими владениями Багратионов Багратом III, который стал первым царём объединённой Грузии в 1008 году.
Из-за своего стратегического расположения крепость Квели служила эпицентром ряда военных конфликтов на протяжении всей своей истории. В 1040-х годах Квели перешла под контроль мятежного грузинского военачальника Липарита IV, который в итоге был побеждён грузинским царём Багратом IV в 1059 году. Затем крепость, по-видимому, была передана во владение Мурвану Джакели, который упоминается как эристави Квели в 1060-х годах. В 1065 году она оказалась на пути сельджукского султана Алп-Арслана во время его грузинского похода. В 1080 году турки во главе с эмиром Ахмадом, вероятно, из династии Мамланов, застали врасплох и разгромили силы грузинского царя Георгия II при Квели. В XVI веке крепость, как и большая часть юго-западной Грузии, попала под власть османов и потеряла своё былое значение.